# Dale Russell
Dale A. Russell (27 de desembre de 1937) és un geòleg i paleontòleg canadenc. Entre els dinosaures que ha descrit es troba el daspletosaure.